# Síh písčinný
Síh písčinný (Coregonus fera) byla sladkovodní ryba, která žila v Ženevském jezeře.

## Popis
Síh písčinný byl druh sladkovodního síha, který dosahoval délky až 50 cm. Běžně dorůstal 25–35 cm.

## Vyhynutí
Spolu s podobně vyhynulým síhem ženevským (Coregonus hiemalis) byl síh písčinný jednou z nejvíce lovených ryb v Ženevském jezeře. V roce 1890 tvořily tyto dvě ryby 68 % z celkových úlovků na jezeře.
Kvůli nadměrnému rybolovu se stal extrémně vzácným a naposledy byl viděn v roce 1920.